# Carlotta Zambelli
Pour les articles homonymes, voir Zambelli.
Carlotta Zambelli, née le 4 novembre 1875 à Milan où elle est morte le 28 janvier 1968, est une danseuse et pédagogue italienne.

## Biographie
Après des études à l'école de danse de la Scala de Milan où elle est admise à l'âge de sept ans, elle est découverte par le directeur de l'Opéra de Paris, Pedro Gailhard, qui l'engage comme première danseuse en 1894. Sa première apparition sur la scène parisienne est comme première danseuse dans le Faust de Charles Gounod.
En 1898, elle succède à Rosita Mauri dans La Maladetta de Joseph Hansen et dans La Korrigane de Louis Mérante.
Elle tourne un film « sonore » à l'exposition universelle de 1900, le « Phono, Cinéma, Théâtre » avec pour partenaires Sarah Bernhardt, Mounet-Sully, Coquelin aîné, Réjane, Mariette Sully et Jules Moy.
Invitée à Saint-Pétersbourg en 1901, elle y interprète Coppélia, Giselle et Paquita. De 1914 à 1918, elle participe à plusieurs tournées du Théâtre aux armées. En décembre 1919, elle interprète de façon mémorable Sylvia ou la Nymphe de Diane dans une version du chorégraphe Léo Staats.
Appréciée pour sa technique brillante et précise, elle fait ses adieux à la scène en 1930. Elle prend en charge la classe de perfectionnement de l'école de danse de l'Opéra de Paris jusqu'en 1955 y formant notamment Lycette Darsonval, Yvette Chauviré, Renée Jeanmaire et Claire Motte.
Elle meurt à son domicile milanais le 28 janvier 1968.

## Décoration
- Chevalière de la Légion d'honneur (1956)

## Hommages
- À l'Opéra Garnier, le studio de répétition des étoiles porte le nom de « rotonde Zambelli ».
- Rue Chauveau-Lagarde, à Paris, une plaque est apposée sur la maison où elle vécut.